# Liste der niederländischen reformierten Kirchen
Es gibt viele und unterschiedliche reformierte Kirchen in den Niederlanden. Alle entstammen der 1571 in Emden gegründeten Niederdeutsch-Reformierten Kirche, ab 1816 Niederländisch-reformierte Kirche, ab 2004 Protestantische Kirche in den Niederlanden.

## Reformierten Kirchen in den Niederlanden
Seit der Reformation gab bzw. gibt es diese reformierten Kirchen:

### Ehemalige
- Ab 1571 bis 1816: Nederduits Gereformeerde Kerk (NGK) – Niederdeutsch-Reformierte Kirche
- Ab 1816 bis 2004: Nederlands Hervormde Kerk (NHK) – Niederländisch-reformierte Kirche
- Ab 1834 bis 1869: Christelijk afgescheiden gemeenten – Christliche abgeschiedene Gemeinden (1834: Afscheiding – Abscheidung)
- Ab 1834 bis 1907: Gereformeerde Kerken onder het Kruis (GKohK) – Reformierte Kirche unter dem Kreuz
- Ab 1840 bis 1907: Ledeboeriaanse gemeenten – Ledeboersche Gemeinden
- Ab 1886 bis 1892: Nederduits Gereformeerde Kerken (NdGK) – Niederdeutsch Reformierte Kirche (1886: Doleantie – Doleanz)
- Ab 1892 bis 2004: Gereformeerde Kerken in Nederland (GKN) – Reformierte Kirche in den Niederlanden (1892: Vereniging)
- Ab 1922 bis 1948: Federatie van Oud-Gereformeerde Gemeenten – Föderation altreformierter Gemeinden
- Ab 1926 bis 1946: Gereformeerde Kerken in Hersteld Verband – Reformierte Kirche im wiederhergestellten Verband
- Ab 1944 bis 2023: Gereformeerde Kerken in Nederland (vrijgemaakt) (GKV) – Reformierte Kirchen in den Niederlanden (befreit) (1944: Vrijmaking – Befreiung)
- Ab 1967 bis 2023: Nederlands Gereformeerde Kerken (NGK) – Niederländische Reformierte Kirchen
- Ab 2003 bis 2024: Gereformeerde Kerken in Nederland (hersteld) (GKH) – Reformierte Kirche in den Niederlanden (wiederhergestellt)
- Ab 2009 bis 2024: Gereformeerde Kerken Nederland (GKN) – Reformierten Kirchen der Niederlande

### Aktuelle
- Ab 1619: Remonstrantse Broederschap – Remonstrantische Bruderschaft
- Ab 1869: Christelijke Gereformeerde Kerken (CGK) – Christliche Reformierte Kirchen (1869: Christelijke Gereformeerde Kerk (CGK) – Christliche Reformierte Kirche; 1892 fusionierte der größte Teil mit den Gereformeerde Kerken in Nederland; ein kleiner Teil blieb unabhängig und trug diesen Namen, bis sie 1947 umbenannt wurde)
- Ab 1907: Gereformeerde Gemeenten (GG) – Reformierte Gemeinden
- Ab 1948: Oud-Gereformeerde Gemeenten in Nederland (OGGiN) – Altreformierte Gemeinden in den Niederlanden
- Ab 1953: Gereformeerde Gemeenten in Nederland (GGiN) – Reformierte Gemeinden in den Niederlanden
- Ab 1980: Gereformeerde Gemeenten in Nederland (buiten verband) – Reformierte Gemeinden in den Niederlanden (verbandsfrei)
- Ab 2004: Hersteld Hervormde Kerk (HHK) – Wiederhergestellte Reformierte Kirche
- Ab 2004: Protestantse Kerk in Nederland (PKN) – Protestantische Kirche in den Niederlanden
- Ab 2004: Voortgezette Gereformeerde Kerken in Nederland (VGKiN) – Fortgesetzte Reformierte Kirche in den Niederlanden
- Ab 2007: Oud Gereformeerde Gemeenten in Nederland (buiten verband) (OGGiNbv) – Altreformierten Gemeinden in den Niederlanden (außerhalb des Kontexts)
- Ab 2023: Nederlandse Gereformeerde Kerken (NGK) – Niederländischen Reformierten Kirchen (Am 1. Mai 2023 durch den Zusammenschluss der Gereformeerde Kerken in Nederland (vrijgemaakt) (ab 1944) und der Nederlands Gereformeerde Kerken (ab 1967) entstanden.)
- Ab 2024: Gereformeerde Kerken (GK) - Reformierte Kirchen (Am 5. Oktober 2024 durch den Zusammenschluss der Gereformeerde Kerken in Nederland (hersteld) (ab 2003) und der Gereformeerde Kerken Nederland (ab 2009) entstanden.)

## Historische Übersicht

Übersicht der Abspaltungen und Vereinigungen in der niederländischen reformierten Kirchen seit 1815

Stammbaum der niederländischen protestantischen Kirchen